# 蔡瓊輝
蔡瓊輝（英語：Choi King Fai，1956年10月17日—），香港前女演員及節目主持。
蔡瓊輝是亞洲電視女藝員之中少數從未效力過無綫電視者。

## 背景
蔡瓊輝早年就讀北角蘇浙公學，出身自邵氏电影公司第6期南國演員訓練班。她在1960年代中期在投身影壇，曾為粵語片電影界的前童星，當時使用藝名「賽寶」。蔡瓊輝後來轉投電視界，於麗的電視擔任天氣報導員，之后在1970年代已活躍電視圈因而被麗的電視监制发掘拍摄剧集，在《大丈夫》、《鱷魚淚》中初露头角。结果《鱷魚淚》在当年大放异彩，她与同剧的马敏儿一起走红，之后她再演出《变色龙》及《新变色龙》，成为1970年代尾走红的丽的花旦之一。
蔡琼辉当年亦为电视台担任主持，而且胜在有观众缘，虽然不是电视台最受重用的花旦，但当年都有不少人留意她的演出。而且蔡琼辉早年演过不少著名的长篇剧，如《天蚕变》、《怒剑鸣》、《大地恩情》、《少年黄飞鸿》等。内地观众最记得的应该是《陈真》中的美丽多情的富家女徐燕如。
1980年代中期以後，蔡瓊輝就在中英談判之後，因為的過渡期期間關係，蔡瓊輝一家正式移民加拿大溫哥華，取得加拿大國籍後，曾經短時期回流香港。
1986年，淡出香港影視圈和主持界，並离开亚视，現時在加拿大多倫多定居，過上半退休生活。

## 現況
麗的電視易名亞洲電視後，蔡瓊輝仍繼續留於亞洲電視，當中少數從未亮相效力過無綫電視的人，並常擔任女主角，作品有1980年代中期起亦當曾參與過亞視演出劇集的《陳真》、《琥珀青龍》、《家春秋》等。
蔡瓊輝亦經常的偶爾客串電影演出，作品有《撈世界要醒目》、《猛鬼醫院》等，1980年代後期，息影退出娛樂圈。
蔡瓊輝曾有傳出移居於加拿大多年或曾經結婚以及後隨其丈夫雙雙出家，至於其夫為衍空法師，此說傳疑，因為另外蔡瓊輝一位被本人認識了確證實已息影女星多年隨丈夫雙雙出家便與的前麗的及無綫電視女藝員倫志文，之後就但不久離婚，丈夫出家後之法號正是衍空。

## 影視作品

### 電視劇（麗的電視/亞洲電視）
- 1975年：《母親》飾 李家媛
- 1976年：苦雨戀春風
- 1977年：《大丈夫》第8集大結局《鐵漢柔情》
- 1978年：《鱷魚淚》演 鄒淑娟
- 1978年：《變色龍》演 鄺潔雲
- 1979年：《新變色龍》演 鄺潔雲
- 1979年：《怒劍鳴》飾 木靈芝
- 1979年：《天蠶變》飾 依貝莎
- 1979年：《情人箭》飾 蕭飛雨
- 1980年：《大地恩情之家在珠江》飾 曾添喜
- 1981年：《马永贞》演 祝雪芳
- 1981年：《少年黃飛鴻》飾 卓小田
- 1982年：《陳真》飾 徐燕如
- 1982年：《琥珀青龙》飾 阮慧娘
- 1982年：《家春秋》飾 錢梅芬
- 1982年：《再见狂牛》飾 宋以敏
- 1983年：《八美圖》飾 杜美鳳
- 1983年：《大家HAPPY》
- 1983年：《福星闖天下》飾 文麗貞
- 1984年：《小生也疯狂》飾 文望兒

### 電影
- 1965年：《撈世界要醒目》飾何小靈 (當時藝名叫「賽寶」)
- 1970年：《玉女親情》
- 1973年：《一嬌二俏三更妙》
- 1975年：《我在戀愛》
- 1979年：《截拳鷹爪功》
- 1979年：《鬼才龍虎榜》
- 1981年：《衝鋒車》
- 1988年：《猛鬼醫院》